# Академія імені Сібеліуса
Академія Сібеліуса (фін. Sibelius-Akatemia, швед. Sibelius-Akademin) — вищий навчальний заклад музичного профілю, що працює в Гельсінкі та Куопіо, Фінляндія. Вона також має центр освіти дорослих у Ярвенпяа і навчальний центр у Сейняйокі. Академія є єдиним музичним вишем у Фінляндії і одним з найбільших в Європі — в Академії Сібеліуса навчається близько 1700 учнів.

## Історія
Заснована у 1882 році як Гельсінський музичний інститут («Helsinki Music Institute»), з 1939 року має статус академії та має ім'я фінського композитора Яна Сібеліуса. Академія є одним з організаторів Конкурсу скрипалів імені Яна Сібеліуса.
У 1980 році Академії було присвоєно статус вищого професійного навчального закладу Фінляндії, а в 1998 році — статус університету.
У 1983 році була відкрита філія Академії в Куопіо.
Академія є засновником міжнародного конкурсу скрипалів, що проходить в Гельсінкі раз в п'ять років.
29 березня 2012 року рішенням Держради Фінляндії включена до складу новоутворенного Університету мистецтв.
У 2014 році удостоєна вищої нагороди американської фундації American-Scandinavian Foundation.
Академія має такі відділення:
- церковної музики
- композиції та теорії музики
- фольклору
- джазу
- диригування
- музичної педагогіки
- музичних технологій
- інструментального виконавства
- вокального виконавства

Серед викладачів: професора Кайя Саарікетту, Лейф Сегерстам, Лахья Лінко, Лійса Лінко-Малмо.

### Концертний зал
Концертний зал Академії імені Сібеліуса був побудований за проєктом архітектора Ейно Форсман. Будівництво було закінчено в 1930 році. Вважається одним з кращих концертних залів Гельсінкі.

## Відомі випускники
- Яакко Мянтюярві — фінський композитор.
- Даля Стасевська — фінська диригентка українського походження.